# أباطرة ألمانيا
إمبراطور ألمانيا (بالألمانية: Deutscher Kaiser)‏؛ هو اللقب الرسمي لـ رأس الدولة والحاكم الوراثي لـ الإمبراطورية الألمانية، المصطلح تم أختياره إلى وجه التحديد خلال أعلان 18 يناير 1871 لـ ملك بروسيا ورئيس كونفدرالي الألماني الشمالي فيلهلم الأول كـ "قيصر[ ؟ ] ألمانيا" (Deutscher Kaiser) حتى تنازل فيلهلم الثاني عن الحكم في 28 نوفمبر 1918، تاريخياً إمبراطور روماني مقدس كان يعرف أحياناً بـ «إمبراطور ألمانيا» بحيث كان اللقب المستمد من الإمبراطورية الرومانية المقدسة بعد 1512 «الإمبراطورية الرومانية للأمة الألمانية».
بعد ثورة 1918، خُلف لوظيفة رئيس الدولة الألمانية من الرايخسبراسيدنت "Reichspräsident " (رئيس الرايخ) بدءاً من فريدريش إيبرت.

## الإمبراطورية الألمانية (1849/1848)
في أعقاب الثورة الألمانية؛ مع إعلان عن الإمبراطورية الألمانية بين عامي 1848 و1849، عُرض على فريدرش فيلهلم الرابع، ملك بروسيا لقب إمبراطور الألمان من قبل برلمان فرانكفورت في عام 1849 ولكنه رفض بسبب بأن البرلمان ليس هو الذي يعطي اللقب.

## الإنشاء
تم إنشاء اللقب «إمبراطور ألمانيا» من قبل رئيس الوزراء بروسي ومستشار كونفدرالي الألماني الشمالي أوتو فون بسمارك بعد مناقشة استمرت حتى اعلان فيلهلم الأول في قصر فرساي بعد الحرب الفرنسية البروسية، وقد قبل فيلهلم اللقب بكل سرور لأنه كان يفضل لقب «إمبراطور ألمانيا» (Kaiser von Deutschland)؛ وهذا وأن لم يكن مقبولاً من قبل ملوك الاتحاد، وكان من شأنه أن يطالب بالأراضي خارج حكمه (النمسا، سويسرا، لوكسمبورغ، وإلى ما ذلك)، «إمبراطور الألمان» (Kaiser der Deutschen) اللقب الذي تم اقتراحه من قبل برلمان فرانكفورت في 1849، تم استعباده من قبل فيلهلم لأنه اعتبره نفسه يحكم بـ حق الملوك الإلهي واختار عبارة بفضل الله أو «بنعمة الله»، وليس من قبل الشعب كما في ملكية الشعبية.

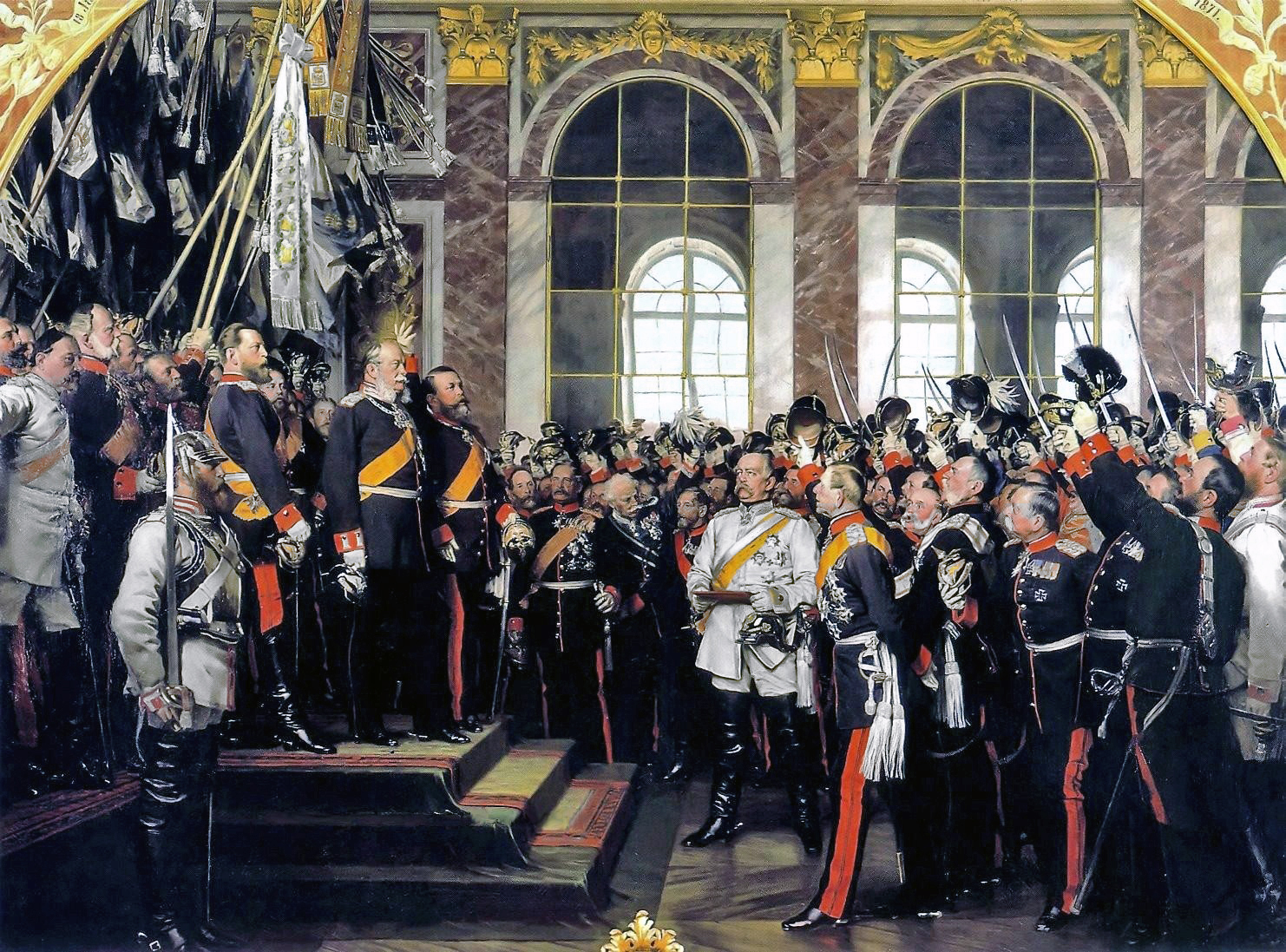
أعلان فيلهلم الأول إمبراطوراً لألمانيا في قاعة المرايا في فرساي، فرنسا (الصورة رسمت من قبل أنطون فون فيرنر

وبحلول هذا الحفل، تحول كونفدرالي الألماني الشمالي (Norddeutscher Bund) إلى الإمبراطورية الألمانية (Deutsches Kaiserreich)؛ وكانت هذه الإمبراطورية ملكية فيدرالية، بحيث كان الإمبراطور رئيساً للدولة ورئيس الملوك الفيدراليين (ملوك بافاريا، فورتمبيرغ، ساكسونيا؛ ودوقيات الكبرى في بادن، مكلنبورغ شفيرين، هسن؛ وفضلاً عن غيرها من الإمارات والدوقيات ومدن الحرة من هامبورغ، لوبيك، بريمن).
بموجب الدستور الإمبراطوري؛ كانت الإمبراطورية كونفيدرالية لدول تحت رئاسة الدائمة لـ بروسيا، بحيث تم تسمية ملك بروسيا في الدستور «رئيس الأتحاد»؛ وهكذا كان التاج الإمبراطوري مرتبط مباشرةً بـ تاج البروسي الذي اكتشفه فيلهلم الثاني خلال أعقاب الحرب العالمية الأولى، بحيث كان يعتقد خطأ أنه كان يحكم الإمبراطورية في الاتحاد الشخصي مع بروسيا، ومع نهاية الحرب؛ اعترف أنه لا يستطيع أن يبقى إمبراطوراً، ولكن اعتقد في البداية أنه يمكن على أقل احتفاظ بـ تاج البروسي.

## اللقب الكامل
كان لـ الأباطرة الألمان قائمة واسع من الألقاب والمطالبات التي تعكس التوسع الجغرافي وتنوع الأراضي التي تحكمها أسرة هوهنتسولرن.

### فيلهلم الأول
صاحب الجلالة الإمبراطوري والملكي فيلهلم الأول؛ بفضل الله: إمبراطور ألمان وملك بروسيا، ومارغريف براندنبورغ، وبورغريف نورنبيرغ، وكونت هوهنتسولرن؛ سيد الأعلى دوق سيليزيا وكونتية غلاتس، ودوق الأكبر الراين السلفى وبوزنانيا؛ دوق ساكسونيا، وستفاليا، أنغريا، بوميرانيا، لونيبورغ، هولشتاين وشلسفيغ، ماغدبورغ، بريمن، خيلدرز، كليفه، يوليش وبرغ، دوق ونديون وكاشوبيون، كروسن، لاونبورغ ومكلنبورغ؛ لاندغراف هسن وتورينغيا؛ مارغريف لوساتيا العليا والسفلى؛ أمير أورانج؛ أميرروغن؛ شرق فريزيا، بادربورن وبيرمونت، هلبرشتات، مونستر، مندن، أوسنابروك، هيلدسهايم، كامين، فردن، فولدا، ناساو ومويرس، غراف هينيبيرغ، كونت مارك، رافسبيرغ، هوهنستين، تكلنبورغ ولينغن، مانسفيلد، زيغمارينغن وفيرينغن، لورد[ ؟ ] فرانكفورت

### فريدرش الثالث
'صاحب الجلالة الإمبراطوري والملكي فريدرش الثالث؛ بفضل الله: إمبراطور ألمان وملك بروسيا، ومارغريف براندنبورغ، وبورغريف نورنبيرغ، وكونت هوهنتسولرن؛ سيد الأعلى دوق سيليزيا وكونتية غلاتس، ودوق الأكبر الراين السلفى وبوزنانيا؛ دوق ساكسونيا، أنغريا، وستفاليا، بوميرانيا ولونيبورغ، دوق شلسفيغ، هولشتاين وكروسن، ماغدبورغ، بريمن، غيلدرلاند، كليفه، يوليش وبرغ، دوق ونديون وكاشوبيون، لاونبورغ ومكلنبورغ؛ لاندغراف هسن وتورينغيا؛ مارغريف لوساتيا العليا والسفلى؛ أمير أورانج؛ روغن؛ فريزيا الشرقية، وبادربورن، وبيرمونت، وهلبرشتات، ومونستر، ومندن، وأوسنابروك، وهيلدسهايم، وفردن، وكامين، وفولدا، وناساو ومويرس، غراف هينيبيرغ، كونت مارك، رافسبيرغ، وهوهنستين، وتكلنبورغ ولينغن، ومانسفيلد، وزيغمارينغن وفيرينغن، لورد[ ؟ ] فرانكفورت.

### فيلهلم الثاني
صاحب الجلالة الإمبراطوري والملكي فيلهلم الثاني؛ بفضل الله: إمبراطور ألمان وملك بروسيا، ومارغريف براندنبورغ، وبورغريف نورنبيرغ، وكونت هوهنتسولرن؛ سيد الأعلى دوق سيليزيا وكونتية غلاتس، ودوق الأكبر الراين السلفى وبوزنانيا؛ دوق ساكسونيا، أنغريا، وستفاليا، بوميرانيا ولونيبورغ، دوق شلسفيغ، هولشتاين وكروسن، ماغدبورغ، بريمن، غيلدرلاند، كليفه، يوليش وبرغ، دوق ونديون وكاشوبيون، لاونبورغ ومكلنبورغ؛ لاندغراف هسن وتورينغيا؛ مارغريف لوساتيا العليا والسفلى؛ أمير أورانج؛ روغن؛ فريزيا الشرقية، وبادربورن، وبيرمونت، وهلبرشتات، ومونستر، ومندن، وأوسنابروك، وهيلدسهايم، وفردن، وكامين، وفولدا، وناساو ومويرس، غراف هينيبيرغ، كونت مارك، رافسبيرغ، وهوهنستين، وتكلنبورغ ولينغن، ومانسفيلد، وزيغمارينغن وفيرينغن، لورد[ ؟ ] فرانكفورت.

## أباطرة ألمان (1871–1918)

### الأباطرة
| الاسم                 | العمر                                   | بداية الحكم         | نهاية الحكم            | ملاحظات                             | العائلة    | الصورة                        |
| --------------------- | --------------------------------------- | ------------------- | ---------------------- | ----------------------------------- | ---------- | ----------------------------- |
| فيلهلم الأول - العظيم | 22 مارس 1797 – 9 مارس 1888 (90 سنة)     | 18 يناير الحكم 1871 | 9 مارس 1888            | كان ملك ألمانيا منذ 1866.           | هوهنتسولرن | William I, German Emperor     |
| فريدرش الثالث         | 18 أكتوبر 1831 – 15 يونيو 1888 (56 سنة) | 9 مارس 1888         | 15 يونيو 1888          | أبن فيلهلم الثاني                   | هوهنتسولرن | Frederick III, German Emperor |
| فيلهلم الثاني         | 27 يناير 1859 – 4 يونيو 1941 (82 سنة)   | 15 يونيو 1888       | 28 نوفمبر 1918 (تنازل) | حفيد فيلهلم الأول أبن فريدرش الثالث | هوهنتسولرن | William II, German Emperor    |

### القرينات
| الصورة | الاسم                              | الوالد                                                                     | الميلاد        | الزواج         | أصبحت إمبراطورة          | توقف عن استخدام اللقب     | الوفاة        | الزوج         |
| ------ | ---------------------------------- | -------------------------------------------------------------------------- | -------------- | -------------- | ------------------------ | ------------------------- | ------------- | ------------- |
|        | أوغستا من ساكس-فايمار-آيزناخ       | كارل فريدرش، دوق ساكس-فايمار-آيزناخ الأكبر (ساكس-فايمار-آيزناخ)            | 30 سبتمبر 1811 | 11 يونيو 1829  | 18 يناير 1871 صعود الزوج | 9 مارس 1888 وفاة الزوج    | 7 يناير 1890  | فيلهلم الأول  |
|        | فيكتوريا من المملكة المتحدة        | ألبرت، الأمير الزوج من المملكة المتحدة (ساكس-كوبرغ وغوتا)                  | 21 نوفمبر 1840 | 25 يناير 1858  | 9 مارس 1888 صعود الزوج   | 15 يونيو 1888 وفاة الزوج  | 5 أغسطس 1901  | فريدرش الثالث |
|        | أوغستا فيكتوريا من شلسفيغ-هولشتاين | فريدرش الثامن، دوق شلسفيغ-هولشتاين (شلسفيغ-هولشتاين-زوندربورغ-آوغوستنبورغ) | 22 أكتوبر 1858 | 27 فبراير 1881 | 15 يونيو 1888 صعود الزوج | 9 نوفمبر 1918 تنازل الزوج | 11 أبريل 1921 | فيلهلم الثاني |
| الصورة | الاسم                              | الوالد                                                                     | الميلاد        | الزواج         | أصبحت إمبراطورة          | توقف عن استخدام اللقب     | الوفاة        | الزوج         |